# B-Thong
B-Thong — шведський музичний метал-гурт, заснований у 1990 під назвою Concrete Stuff. У 1993 році колектив було перейменовано у B-Thong. Після запису низки альбомів колектив призупинив власну діяльність у 1998 році.

## Історія
Гурт було засновано у 1990 році під назвою Concrete Stuff, проте три роки потому, не видавши під цією назвою жодного повноцінного релізу, окрім синглу «Rocket Angel», було прийняте рішення перейменувати колектив у B-Thong. Наступного року гурт презентував свій дебютний альбом «Skinned», на одну з пісень з якого було відзнято музичне відео (Schizophrenic Pavement).
Наступного року B-Thong порадували своїх шанувальників черговим релізом, видавши на тому ж самому лейблі Mascot Records черговий альбом під назвою «Damage». Піснею-презентацією релізу став трек Seeking, що йшов під першим номером у трек-листі альбому і на який також було відзнято відеокліп. Після релізу «Damage» колектив залишив вокаліст Тоні Єленкович, який вирішив сконцентруватися на своєму новому проєкті Transport League.
Новим вокалістом гурту став Ральф Юлленгаммар (чи Ральф Леннарт, як він сам себе називав). Саме за його участі було записано третій і останній альбом B-Thong «From Strength to Strength». Після цього релізу гурт припинив своє існування, хоча у 2000 році було видано компіляцію з найкращих треків команди, яка містила, крім того, ще й 4 не видані раніше пісні, що було створено під час запису першого та другого альбомів.

## Склад гурту
Склад гурту останнього зразка
- Ральф Юлленгаммар — вокал
- Стефан Турессон — гітара
- Ларс Геглунд — бас-гітара
- Морган Петтерсон — ударні

Колишні музиканти
- Тоні Єленкович — вокал
- Стаффан Юганссон — ударні

## Дискографія
| Альбом                    | Рік  | Формат     | Лейбл          |
| ------------------------- | ---- | ---------- | -------------- |
| Skinned                   | 1994 | Альбом     | Mascot Records |
| Damage                    | 1995 | Альбом     | Mascot Records |
| From Strength to Strength | 1997 | Альбом     | Mascot Records |
| The Concrete Compilation  | 2000 | Компіляція | Mascot Records |

## Періодичні видання
- Jürgen Tschamler. B-Thong. Power Thongs // Break Out. — 6/1994
- Jan Jaedike. B-Thong. Mayonnaise am Arsch // Rock Hard. — 99 (8/1995). — с. 52-53
- Claudio Flunkert. B>Thong. Problemverarbeitung // Horror Infernal. — 60 (8-9/1995). — с. 15